# Erythrokeratoderma en cocardes Degos
Das Erythrokeratoderma en cocardes Degos ist eine sehr seltene angeborene Erkrankung mit dem Hauptmerkmal einer Erythrokeratodermie mit kokardenförmigen Plaques.
Synonyme sind: Degos genodermatosis "en cocardes",
Degos Krankheit; atypische kongenitale Erythrokeratodermie; M. Degos;
französisch Erythème desquamative en plaque congénital et familial
lateinisch Genodermatosis erythematosquamosa circinata et variabilis
Die Krankheit ist nicht zu verwechseln mit der Dowling-Degos-Krankheit (Morbus Dowling-Degos), einer seltenen Pigmentdermatose in den Gelenkbeugen und dem Degos-Syndrom, einer seltenen Vaskulopathie.
Die Bezeichnung bezieht sich auf den Erstautor der Erstbeschreibung aus dem Jahre 1947 durch Robert Degos und Mitarbeiter.

## Verbreitung und Ursache
Die Häufigkeit wird mit unter 1 zu 1.000.000 angegeben, die Vererbung erfolgt autosomal-dominant. Die Ursache ist bislang nicht bekannt.

## Klinische Erscheinungen
Klinische Kriterien sind:
- Umschriebene, rundliche, erythematöse hyperkeratotische Hautveränderungen
- Spontane Rückbildung mit erneutem Erscheinen
- Lokalisation am Rumpf und den Extremitäten
- Beginn nach Geburt oder in früher Kindheit

## Therapie
Eine kausale Behandlung ist derzeit nicht bekannt.